# Robert B. Howell

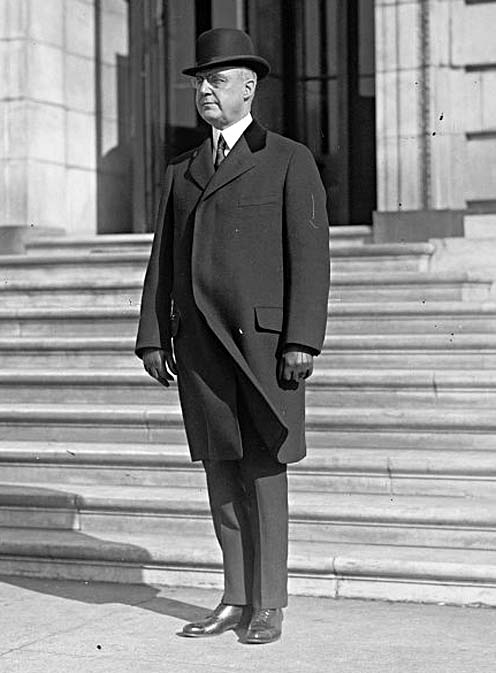
Robert Beecher Howell

Robert Beecher Howell (* 21. Januar 1864 in Adrian, Lenawee County, Michigan; † 11. März 1933 in Washington D.C.) war ein US-amerikanischer Politiker und zwischen 1922 und 1933 US-Senator für den Staat Nebraska.

## Frühe Jahre
Robert Beecher Howell wurde in Michigan geboren, wo er zunächst die öffentlichen Schulen besuchte. Dann besuchte er bis 1885 die United States Naval Academy in Annapolis, Maryland. Nach seinem Abschluss besuchte er die Detroit Law School und zog 1888 nach Omaha.

## Politischer Aufstieg
Im Spanisch-Amerikanischen Krieg diente Howell in der United States Navy als lieutenant. Zwischen 1902 und 1904 war er Abgeordneter in der Nebraska Legislature und Mitglied des Omaha Water Boards, das 1913 vom Metropolitan Water District und 1921 schließlich vom Omaha Metropolitan Utilities District abgelöst wurde. Howell war seit 1913 dessen Vorsitzender und delegierte die Geschäfte, die im Zusammenhang mit dem Bau und der Erweiterung von Wasser- und ab 1921 auch von Gasanlagen standen.
1912, 1916 und 1920 wurde er in das Republican National Committee gewählt. Nach einem erfolglosen Versuch im Jahr 1914, Gouverneur von Nebraska zu werden, diente er zwischen 1917 und 1923 in der Reserve der Navy. 1921 war er Vorsitzender der Radiokommission des United States Post Office Department. Ein Jahr später, am 4. März 1922, begann er seine erste Amtszeit als US-Senator für den Staat Nebraska. Ab 1927 hatte er das Amt des Vorsitzenden des United States Senate Committee on Claims inne. 1928 wurde er für eine weitere Legislaturperiode wiedergewählt. Er verstarb noch im Amt am 11. März 1933 in Washington. Sein Leichnam wurde nach Nebraska überführt und in Omaha beigesetzt.